# 水谷三公
水谷 三公（みずたに みつひろ、 1944年4月24日 - ）は、日本の政治学者。國學院大學法学部名誉教授。専門は行政学・日本政治史、日英近代政治学。

## 略歴
奈良県出身。1968年、東京大学法学部政治学科卒業。1968年東京大学法学部助手、旧・東京都立大学教授を経て、國學院大學教授。
学生時代にジョージ・オーウェルの様々な著作を読み感銘を受ける。丸山眞男の指導を受け、日本政治思想史分野で助手になることを勧められるが、拒否して岡義達のもとで助手となり、英国の住宅・都市行政の研究を手がけた。英国の王室や貴族についての研究にも手を広げ、日本の皇室についての発言も数多い。師匠の一人である丸山に対しては尊敬の一方で批判的な態度も表明しており、皇室制度擁護論者・保守派の論客である。
近世日本から近代欧州政治・行政史や日英比較政治など、著作は多岐にわたる。

## 著書
- 『英国貴族と近代――持続する統治　1640―1880』（東京大学出版会, 1987年）
- 『貴族の風景――近代英国の広場とエリート』（平凡社, 1989年）
- 『王室・貴族・大衆――ロイド・ジョージとハイ・ポリティックス』（中央公論社［中公新書］, 1991年）
- 『江戸は夢か』（筑摩書房〈ちくまライブラリー〉, 1992年／ちくま学芸文庫, 2004年）
- 『ラスキとその仲間――「赤い30年代」の知識人』（中央公論社〈中公叢書〉, 1994年）
- 『イギリス王室とメディア――エドワード大衆王とその時代』（筑摩書房, 1995年／文藝春秋〈文春学藝ライブラリー〉, 2015年）
- 『日本の近代（13） 官僚の風貌』（中央公論新社, 1999年／「シリーズ日本の近代」中公文庫, 2013年）
- 『江戸の役人事情――『よしの冊子』の世界』（筑摩書房［ちくま新書］, 2000年）
- 『将軍の庭――浜離宮と幕末政治の風景』（中央公論新社〈中公叢書〉, 2002年）
- 『丸山真男――ある時代の肖像』（筑摩書房［ちくま新書］, 2004年）
- 『読書三酔』（吉田書店, 2012年）